# Nagy Sándor (hegymászó)
Nagy Sándor (Budapest, 1950. július 30.– ), magyar hegymászó, sportvezető, gépészmérnök, egyetemi oktató. Hegymászóként több olyan magashegységi expedíció tagja volt, amely magyar részről elsőként jutott fel a kiszemelt hegycsúcsra.

## Élete
Gépészmérnöki diplomát szerzett, majd a Kertészeti és Élelmiszeripari Egyetem Műszaki Tanszékének oktatója lett, ahol mezőgazdasági géptant és ahhoz kapcsolódó egyéb tantárgyakat tanít, korábban egyetemi adjunktusként, majd docensként.

## Hegymászóként
Fiatalon kezdett a hegymászás iránt érdeklődni, első komolyabb hegymászó tapasztalatait az 1970-es években a Szovjetunióban szerezte.
Első jelentősebbnek mondható hegymászó eredménye volt, hogy 1984-ben megmászta az Andokban  található, 6962 méteres Aconcaguát.
1987 őszén tagja, sőt vezetője volt az első olyan magyar expedíciónak, amelynek célja nyolcezer méter feletti hegycsúcs, a Himalájában található, 8046 méteres Shisha Pangma meghódítása volt (ez volt egyben a harmadik magyar Himalája-expedíció). Ozsváth Attilával elsőként jutott fel a csúcsra, október 1-jén, őket egy héttel később még négy magyar hegymászó (Balaton Zoltán, Csíkos József, Várkonyi László és Vörös László) követte.
1988 nyarán ahhoz a hegymászó csapathoz csatlakozott, amely magyar részről elsőként vette célba az alaszkai Mount McKinley megmászását. A 6194 méter magas fő csúcsra június 11-én három másik magyar mászó ért el, ő szűk egy hónappal később, július 8-án jutott fel a hegy déli csúcsára, Hirt Károly, Szendrő Szabolcs és Tóth Csaba társaságában.
1990 őszén újabb magyar magashegységi expedíció szerveződött a részvételével és vezetésével, a 8201 méter magas himalájai Cso-Oju (Cho-Oyu) első magyar megmászására. A csúcsot október 4-én érte el az expedíció első három tagja, 7-én négy újabb magyar járt a hegyen, ő pedig másnap, október 8-án jutott fel, szintén Szendrő Szabolccsal és Decsi Istvánnal.
Következő magashegyi expedíciójának célja a Tien-sanban magasodó Győzelem-csúcs leküzdése volt, az ötfős magyar csapat (rajta kívül Erőss Zsolt, Hargitai Szabolcs, Hámori István és Hirt Károly) 1991. augusztus 12-én érte el a 7429 méteres magaslatot.
Másfél évvel később, 1993. január 5-én az afrikai Rwenzori-hegység második legmagasabb csúcsának számító, 5091 méteres Alexandra-csúcsot mászta meg Bradács Ágnessel és Straub Józseffel. Másnap a közelben található, az előbbinél 18 méterrel magasabb Margherita-csúcsot is megmászta az expedíció húsz magyar tagja, köztük ő maga is, ennek a hegynek ez volt az első magyar megmászása.
1993 nyarán a Pamírban emelkedő, 7134 méteres Ibn Szína-csúcs (korábbi nevén Lenin-csúcs) megmászására szerveződött expedíció, a csúcsra való feljutás vele együtt kilenc magyar mászónak sikerült.
1996-ban ő vezette az első magyar Mount Everest-expedíciót, amely sajnálatosan tragikus véget ért (az expedíció 16 tagja közül egy osztrák mászó a 8300 méteren lévő táborban életét vesztette), így csúcstámadás nélkül fejeződött be.
Több mint 50 évesen úgy készült, hogy ő lesz a legidősebb tagja a Magyar Millenniumi Mount Everest Expedíciónak, mely 2001-ben újból a Mount Everest megmászására szerveződött. A szervezésben még részt vett, de indulás előtt az aktív részvételt már lemondta. Az expedíció ezúttal is tragikus véget ért: az egyik tag, Gárdos Sándor a társaitól elszakadva eltévedt és szakadékba zuhant.

### Szervezeti tagságai
Alapító elnöke volt a hivatalosan 1987. november 21-én megalakult Magyar Hegymászó Klubnak. A klub ebben a szervezeti formában 2000 novemberéig állt fent, amikor a magyar hegymászó egyesületek úgy döntöttek, hogy a jövőt szövetségben képzelik el; a 16 egyesület által 2000. december 7-én életre hívott Magyar Hegy- és Sportmászó Szövetség elnöke továbbra is dr. Nagy Sándor maradt, egyben tagja lett a Magyar Természetbarát Szövetség elnökségének is.

### Elismerései
- 1987 novemberében, a Shisha Pangma megmászása után megkapta a Sport érdemérem arany fokozatát.